# Presliophytum
Presliophytum es un género de plantas con flores perteneciente a la familia Loasaceae. Es nativo de áreas de desierto en California, Arizona, Utah y Baja California. Comprende 5 especies descritas y de estas, solo 2 aceptadas.

## Taxonomía
El género fue descrito por (Urb. & Gilg) Weigend y publicado en Taxon 55(2): 467. 2006.

## Especies aceptadas
A continuación se brinda un listado de las especies del género Presliophytum aceptadas hasta septiembre de 2014, ordenadas alfabéticamente. Para cada una se indica el nombre binomial seguido del autor, abreviado según las convenciones y usos.	
- Presliophytum heucheraefolium (Killip) Weigend
- Presliophytum incanum (Graham) Weigend